# Đệ nhất Quốc vụ khanh (Anh)
Chức vụ Đệ nhất Quốc vụ khanh (tiếng Anh: First Secretary of State) là một chức vụ danh dự trong chính phủ Anh, ngụ ý người giữ chức vụ này có cấp bậc cao hơn tất cả các Bộ trưởng Nội các, nhưng bản thân chức vụ này không có nhiệm vụ cụ thể. Nếu không có Phó Thủ tướng, chức vụ này thực tế sẽ đảm nhiệm vai trò Phó Thủ tướng và trở thành người đứng thứ hai trong chính phủ Anh. Tuy nhiên, cả Đệ nhất Quốc vụ khanh và Phó Thủ tướng đều không được đảm bảo tự động kế nhiệm Thủ tướng khi Thủ tướng không thể thực hiện nhiệm vụ hoặc từ chức. Nếu Đệ nhất Quốc vụ khanh cũng không có, thì thường Bộ trưởng Tài chính sẽ là người đứng thứ hai trên thực tế trong chính phủ; tuy nhiên, trong chính phủ của Theresa May, Bộ trưởng Văn phòng Nội các David Lidington có vị trí cao hơn Bộ trưởng Tài chính Philip Hammond.
Chức vụ này không thường xuyên được sử dụng, do đó có thể có khoảng thời gian dài trống giữa các nhiệm kỳ. Từ năm 1970 đến năm 1995, không có ai giữ chức Đệ nhất Quốc vụ khanh trong 25 năm liên tiếp. Vào ngày 15 tháng 9 năm 2021, Đệ nhất Quốc vụ khanh đương nhiệm Dominic Raab từ chức, và kể từ đó chức vụ này vẫn để trống.

## Nhiệm vụ
Nhiệm vụ của chức vụ này thường xuyên thay đổi, hiện tại bao gồm:
- Hỗ trợ Thủ tướng duy trì hoạt động của chính phủ Anh
- Chia sẻ công việc với Thủ tướng
- Cung cấp ý kiến cho Thủ tướng khi nghiên cứu và triển khai chính sách
- Trả lời các câu hỏi trong Phiên chất vấn Thủ tướng khi Thủ tướng vắng mặt

## Mối liên hệ giữa Phó Thủ tướng với Đệ nhất Quốc vụ khanh
Năm 1942, Thủ tướng Winston Churchill đã thành lập chức vụ Phó Thủ tướng cho Clement Attlee trong nội các thời chiến, ngụ ý người nắm giữ chức vụ này đứng thứ hai trong chính phủ, chỉ sau Thủ tướng. Tuy nhiên, vị trí trong nội các của chức vụ này không rõ ràng và người nắm giữ nó không có lương, do đó Phó Thủ tướng thường sẽ có các chức vụ khác trong nội các.
Trái ngược với chức vụ Phó thủ tướng, chức vụ Đệ nhất Quốc vụ khanh có vị trí rõ ràng trong nội các, chức vụ này được thành lập vào năm 1962 cho Phó Thủ tướng Rab Butler, để ông có vị trí thực chất trong Nội các mặc dù không có chức vụ cụ thể. Michael Heseltine và John Prescott cũng được bổ nhiệm làm Đệ nhất Quốc vụ khanh khi họ giữ chức Phó Thủ tướng. Năm 1964, Harold Wilson đã bổ nhiệm Đệ nhất Quốc vụ khanh mà không bổ nhiệm Phó Thủ tướng.
Cho đến nay, chỉ có một lần hai chức vụ Phó Thủ tướng và Đệ nhất Quốc vụ khanh được trao cho hai người khác nhau: trong nội các liên minh của David Cameron, Nick Clegg, lãnh đạo Đảng Dân chủ Tự do, được bổ nhiệm làm Phó Thủ tướng, trong khi chức vụ Đệ nhất Quốc vụ khanh được trao cho cựu lãnh đạo Đảng Bảo thủ William Hague.